# Plataforma de llançament
Una plataforma de llançament és l'àrea i les instal·lacions on s'enlairen els coets o naus espacials. Un cosmòdrom (o base espacial) pot contenir una o diverses plataformes. Una plataforma de llançament típica consisteix en estructures de servei i línies d'abastament. L'estructura de servei proporciona una plataforma d'accés per inspeccionar el vehicle de llançament abans del llançament. La majoria de les estructures de servei es poden moure o girar a una distància segura. Les línies d'abastament subministren combustible, gas, energia i enllaços de comunicació amb el vehicle de llançament. El vehicle de llançament se situa sobre la plataforma de llançament, la qual té una estructura reflectora per soportar la calor intensa i la càrrega generada pels motors del coet durant l'enlairament.

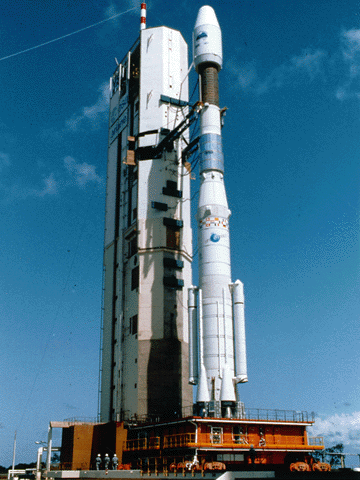
El coet Ariane 42P a la plataforma de llançament del Port Espacial Europeu de Kourou (Kourou, Guaiana Francesa, 10 d'agost de 1992).

La majoria dels vehicles de llançament criogènics han de ser ràpidament emplenats quan s'aproximi la data del llançament. Això és especialment necessari, ja que diversos dipòsits estan situats a l'enlairament i després es retiren quan el personal de suport corregeix els problemes o verifica que no són greus. Sense la possibilitat d'omplir el vehicle de llançament, el llançament hauria de ser anul·lat quan els problemes retardessin el compte enrere. Les grues pòrtic són comunament dissenyades i construïdes sobre plataformes de llançament per a complir aquests tipus de serveis, tant durant el llançament com en els períodes que el precedeixen.
La majoria dels coets necessiten suport estable durant uns pocs segons després de la ignició, mentre que els motors s'encenen i s'estabilitzen amb tota la seva força. Aquest requisit d'estabilitat s'aconsegueix mitjançant l'ús de perns explosius que connecten el vehicle de llançament a la plataforma. Quan el vehicle és estable i està llest per volar, exploten els perns, trencant els vincles que connecten el vehicle a la plataforma en terra.